# Иньиго Лопес де Мендоса-и-Мендоса
Иньиго Лопес де Мендоса-и-Мендоса (исп. Íñigo López de Mendoza y Mendoza, III marqués de Mondéjar; 1512 — 21 апреля 1580, Мондехар) — испанский дворянин, военный, дипломат и политик на службе короля Испании Филиппа II.

## Биография
Второй сын Луиса Уртадо де Мендосы и Пачеко (1489—1566), 2-го маркиза де Мондехара (1515—1566). После смерти своего отца в 1566 году он унаследовал титулы 4-го графа Тендилья и 3-го маркиза Мондехар. Он также стал 3-м и последним генерал-капитаном Гранады. Его матерью была Каталина де Мендоса-и-Суньига, дочь Педро Гонсалеса де Мендосы, 1-го графа Монтеагудо, и его первой жены, Изабель де Суньига-и-Авельянеда.
Иньиго женился на Марии де Мендоса, дочери влиятельного аристократа Иньиго Лопеса де Мендосы, 4-го герцога Инфантадо (1493—1566), и Изабель де Арагон и Португаль.
В 1555 году он стал главнокомандующим на суше и на море в Испании при освобождении турецкой осады Орана и Бугии. В 1560 году он был послом Испании в Риме. Он руководил испанскими войсками на ранних этапах Второго Альпухарского восстания вместе с Луисом Фахардо, 2-м маркизом Лос-Велес. Американский историк Генри Чарльз Ли писал о «короткой, но блестящей кампании Мондехара … Сквозь сильные снегопады и сильный холод и над почти недоступными горами он вел битву за битвой, не давая врагу передышки и используя каждое полученное преимущество. Мориски быстро проиграли. сердцем и добивались условий капитуляции… К середине февраля [1569 г.] восстание было практически подавлено».
Несмотря на эти успехи, маркиз де Мондехар был заменен в 1570 году доном Хуаном де Австрийским. После подавления восстания морисков он стал вице-королем Валенсии в 1572 году и вице-королем Неаполя в 1575 году.
У него было девять сыновей и две дочери:
- Каталина де Мендоса (1542—1572), вышедшая замуж за Алонсо де Карденаса, 3-го графа Пуэбла-дель-Маэстре
- Луис Уртадо де Мендоса (1543—1604), 4-й маркиз де Мондехар, старший сын и преемник отца.
- Иньиго Лопес де Мендоса, профессор Саламанкского университета и посол Испании в Венеции. Был женат на Марии де Мендоса. Отец Иньиго Лопеса де Мендосы, 5-го маркиза де Мондехара
- Бернардино де Мендоса, каноник и епископ Толедского собора
- Франсиско Лопес де Мендоса-и-Мендоса (1547—1623), адмирал Арагона
- Диего Уртадо де Мендоса, не оставивший потомства
- Антонио де Мендоса, умерший в детстве
- Изабель де Мендоса
- Эльвира же Мендоса (род. 1565), в 1576 году вышла замуж за Педро Альвареса де Толедо, 5-го маркиза Вильяфранка[5].
- Хуан Уртадо де Мендоса (1555—1624), в 1594 году женился на Анне де Мендоса-и-Энрикес де Кабрера, 6-й герцогине Инфантадо (1554—1633).
- Энрике де Мендоса, близнец предыдущего, умерший в 1599 году, будучи студентом в Саламанке
- Педро Гонсалес де Мендоса, комендадор Эль-Висо-де-Сан-Хуан и бальи Лоры.